# Anticorpo antipeptídeo citrulinado
Os anticorpos antipeptídeo citrulinado (anti-CCP) são autoanticorpos frequentemente detectados em pessoas com artrite reumatoide. O anti-CCP é um anticorpo muito importante no diagnóstico da AR por ser raramente encontrado em pacientes sem AR e ter uma especificidade extremamente alta, a qual é maior que a do RF (95% para o antiCCP e 85% para o RF). É possível encontrar o anti-CCP positivo antes do início da AR, logo se pode vê-lo positivo por anos em indivíduos assintomáticos, mas não necessariamente irão desenvolver a doença. A presença de anti-CCP positivo em pacientes com AR está relacionada com uma maior gravidade da doença, danos mais visíveis nas radiografias e manifestações extra-articulares como as cardíacas e pulmonares.  